# Tera-100
Tera-100 — суперкомпьютер французской компьютерной компании Bull, построенный по заказу Комиссариата атомной энергетики Франции.
Tera-100 установлен в суперкомпьютерном центре "CCRT" в городе Брюере-лё-Шатель в департаменте Эссонна и вступил в строй 26 мая 2010 года. Он имеет постоянную вычислительную мощность 1 Пфлопс при пиковой 1.25 Пфлопс и является первым петафлопсным суперкомпьютером в Европе. Суперкомпьютер построен на базе 4300 серверов Bullx Series S ('Mesca'), имеет 140.000 ядер в процессорах Intel Xeon 7500 и 300 Тбайт ОЗУ. Для сетевого соединения узлов компьютера используется QDR InfiniBand. Файловая система имеет пропускную способность 500 Гб/сек, а общий объем дискового пространства составляет 20 Пбайт.
Для управления вычислительными задачами используется менеджер задач SLURM.
Узлы работают под управлением операционной системы Bull XBAS Linux, производной от Red Hat Enterprise Linux.
С ноября 2010 по ноябрь 2011 Tera 100 входил в десятку самых мощных суперкомпьютеров в рейтинге TOP500 по результатам выполнения теста LINPACK. На ноябрь 2014 года - занимает 47 место. Списан в 2020 году.
Tera 100 является третьим этапом реализации программы «Tera», начавшейся в 1998 году. По этой программе в 2001 году был построен суперкомпьютер Tera-1 (5 Тфлопс), а в 2005 году — Tera-60 (60 Тфлопс)